# Thành phố Tâm linh

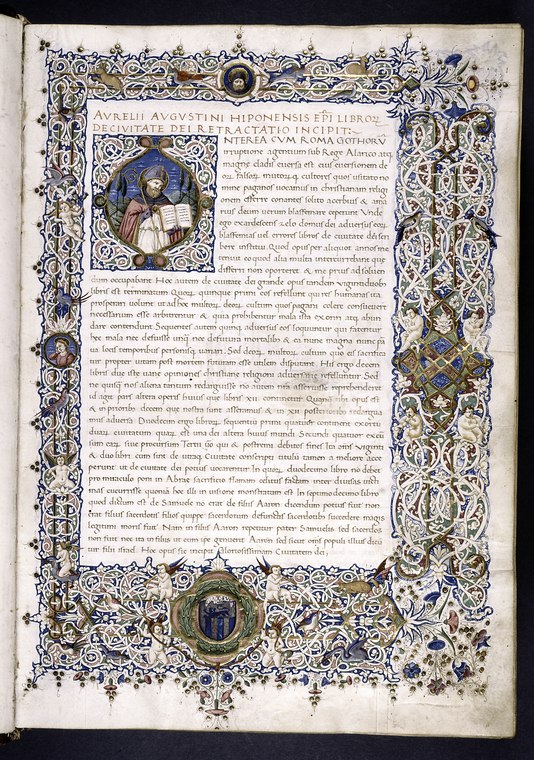
Thành phố Tâm linh, đoạn mở đầu, thủ bản kh. 1470

Thành phố của Thiên Chúa chống lại những kẻ ngoại giáo (tiếng Latinh: De civitate Dei contra paganos), còn gọi ngắn gọn là Thành phố của Thiên Chúa hoặc Thành phố Tâm linh, là một cuốn sách tiếng Latinh do Augustinô thành Hippo viết vào đầu thế kỷ 5. Cuốn sách được viết để đáp trả lại cáo buộc rằng Kitô giáo dẫn đến sự suy sút của La Mã. Đây được cho là một trong những tác phẩm quan trọng nhất của ông, cùng với Tự thuật (Confessiones), Luận về Giáo lý Kitô giáo (De doctrina christiana), Luận về Ba Ngôi (De Trinitate). Là một văn phẩm của một trong những Giáo Phụ có nhiều ảnh hưởng nhất, Thành phố Tâm linh có tác động lớn tới nền tư tưởng Tây phương, nó trình bày về nhiều câu hỏi thần học sâu thẳm, như sự đau khổ của người công chính, sự tồn tại của sự dữ, vấn đề về ý chí tự do của con người và sự toàn tri của Thiên Chúa, giáo lý về nguyên tội, và các khía cạnh khác của triết học Kitô giáo.